# Néstor Abad
Pour les articles homonymes, voir Abad.
Néstor Abad Sanjuan, né le 29 mars 1993 à Alcoy, est un gymnaste espagnol.

## Carrière sportive
Champion d'Europe junior 2010 aux anneaux, Néstor Abad remporte la même année aux Jeux olympiques de la jeunesse d'été une médaille d'argent à la barre fixe et deux médailles de bronze, aux anneaux et au saut de cheval.
Il est médaillé d'or par équipes et aux anneaux aux Jeux méditerranéens de 2013.
II remporte la médaille d'or par équipes aux Jeux méditerranéens de 2018.